# Lhuis
Lhuis est une commune française située dans le département de l’Ain, en région Auvergne-Rhône-Alpes. Elle est chef-lieu de canton de l'Ain. Ses habitants s'appellent les Lhuisards.

## Géographie

### Climat
Pour des articles plus généraux, voir Climat d'Auvergne-Rhône-Alpes et Climat de l'Ain.
En 2010, le climat de la commune est de type climat des marges montargnardes, selon une étude du CNRS s'appuyant sur une série de données couvrant la période 1971-2000. En 2020, Météo-France publie une typologie des climats de la France métropolitaine dans laquelle la commune est exposée à un climat de montagne ou de marges de montagne et est dans la région climatique Alpes du nord, caractérisée par une pluviométrie annuelle de 1 200 à 1 500 mm, irrégulièrement répartie en été.
Pour la période 1971-2000, la température annuelle moyenne est de 10,4 °C, avec une amplitude thermique annuelle de 17,3 °C. Le cumul annuel moyen de précipitations est de 1 487 mm, avec 11,4 jours de précipitations en janvier et 8 jours en juillet. Pour la période 1991-2020, la température moyenne annuelle observée sur la station météorologique de Météo-France la plus proche, sur la commune de Montagnieu à 7 km à vol d'oiseau, est de 12,4 °C et le cumul annuel moyen de précipitations est de 1 099,9 mm,. Pour l'avenir, les paramètres climatiques de la commune estimés pour 2050 selon différents scénarios d'émission de gaz à effet de serre sont consultables sur un site dédié publié par Météo-France en novembre 2022.

## Urbanisme

### Typologie
Au 1er janvier 2024, Lhuis est catégorisée commune rurale à habitat dispersé, selon la nouvelle grille communale de densité à 7 niveaux définie par l'Insee en 2022.
Elle est située hors unité urbaine et hors attraction des villes,.

### Occupation des sols
L'occupation des sols de la commune, telle qu'elle ressort de la base de données européenne d’occupation biophysique des sols Corine Land Cover (CLC), est marquée par l'importance des forêts et milieux semi-naturels (59,3 % en 2018), en diminution par rapport à 1990 (61 %). La répartition détaillée en 2018 est la suivante : 
forêts (59,3 %), zones agricoles hétérogènes (20,8 %), prairies (8,4 %), terres arables (6,3 %), zones urbanisées (2,9 %), eaux continentales (2,3 %).
L'évolution de l’occupation des sols de la commune et de ses infrastructures peut être observée sur les différentes représentations cartographiques du territoire : la carte de Cassini (XVIIIe siècle), la carte d'état-major (1820-1866) et les cartes ou photos aériennes de l'IGN pour la période actuelle (1950 à aujourd'hui).

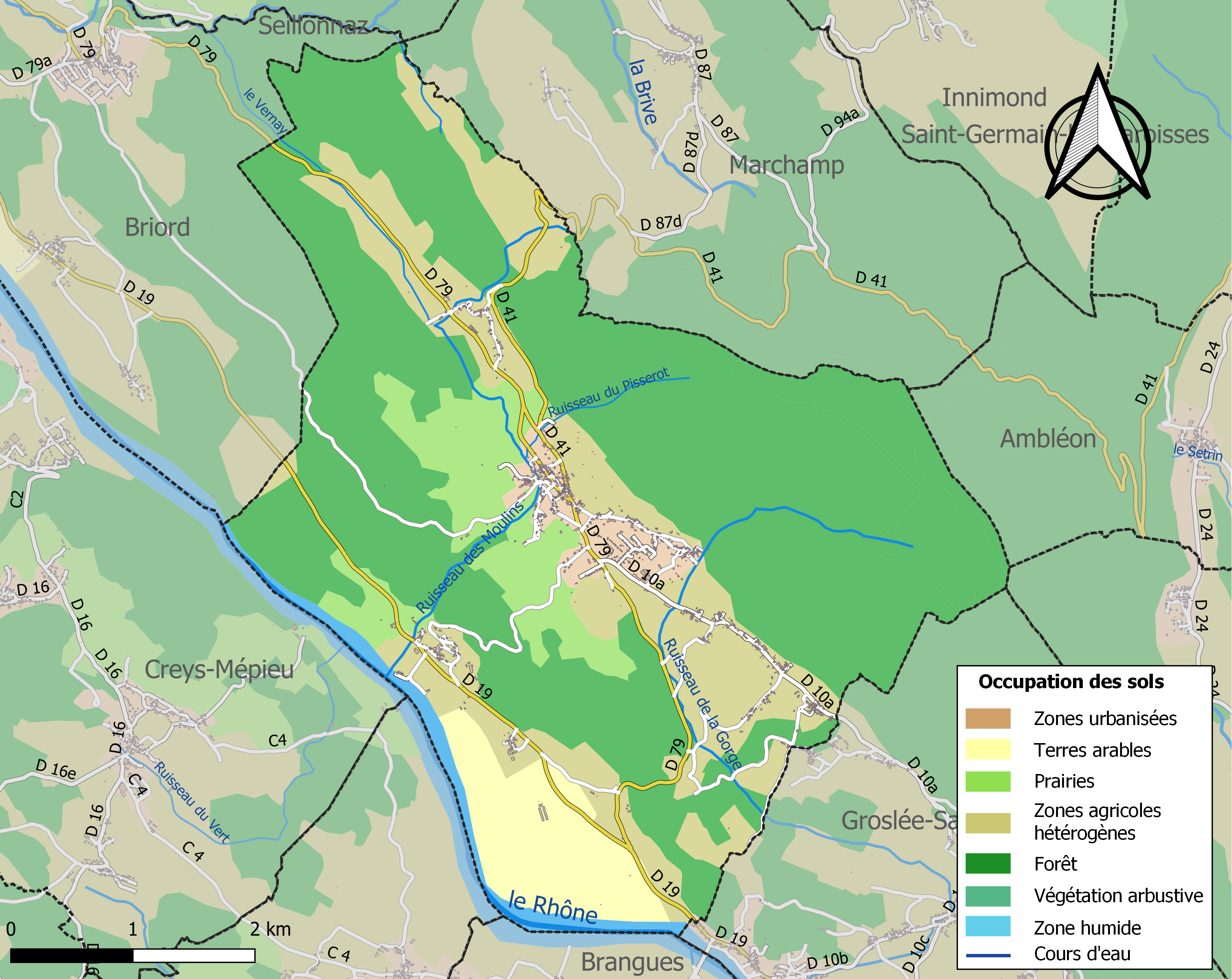
Carte des infrastructures et de l'occupation des sols de la commune en 2018 (CLC).

## Histoire
Difficile de définir les origines exactes du bourg, cependant des vestiges antiques, qui se découvrent dans l'église, indiquent une occupation des lieux à l'époque gallo-romaine: une inscription latine remerciant les déesses Mères (Matrae sacrae) semble indiquer l'existence d'un fanum antique, mais aussi une stèle ornée d'un disque solaire (à l'extérieur de l'édifice), rappelant le culte du dieu Gaulois Tanaris, associé à Jupiter, ou encore les gros blocs de pierres blanches en façade de l'église, réemploi probable du sanctuaire gallo-romain.
Au Moyen Age, le bourg fait partie des terres des seigneurs de la Tour du Pin. À la suite d'un mariage entre Albert de la Tour et Béatrice de Coligny vers 1220, Lhuis entre dans la principauté du Dauphiné.
En 1355, le traité de Paris fait passer Lhuis du côté de la Savoie et ce jusqu'à ce que le territoire soit racheté en 1715 par les Chartreux de Portes. A la Révolution française, Lhuis entre en France définitivement.

## Politique et administration

### Découpage territorial
La commune de Lhuis est membre de la communauté de communes de la Plaine de l'Ain, un établissement public de coopération intercommunale (EPCI) à fiscalité propre créé le 15 décembre 2002 dont le siège est à Chazey-sur-Ain. Ce dernier est par ailleurs membre d'autres groupements intercommunaux.
Sur le plan administratif, elle est rattachée à l'arrondissement de Belley, au département de l'Ain et à la région Auvergne-Rhône-Alpes. Sur le plan électoral, elle dépend du  canton de Lagnieu pour l'élection des conseillers départementaux, depuis le redécoupage cantonal de 2014 entré en vigueur en 2015, et de la cinquième circonscription de l'Ain  pour les élections législatives, depuis le dernier découpage électoral de 2010.

### Administration municipale

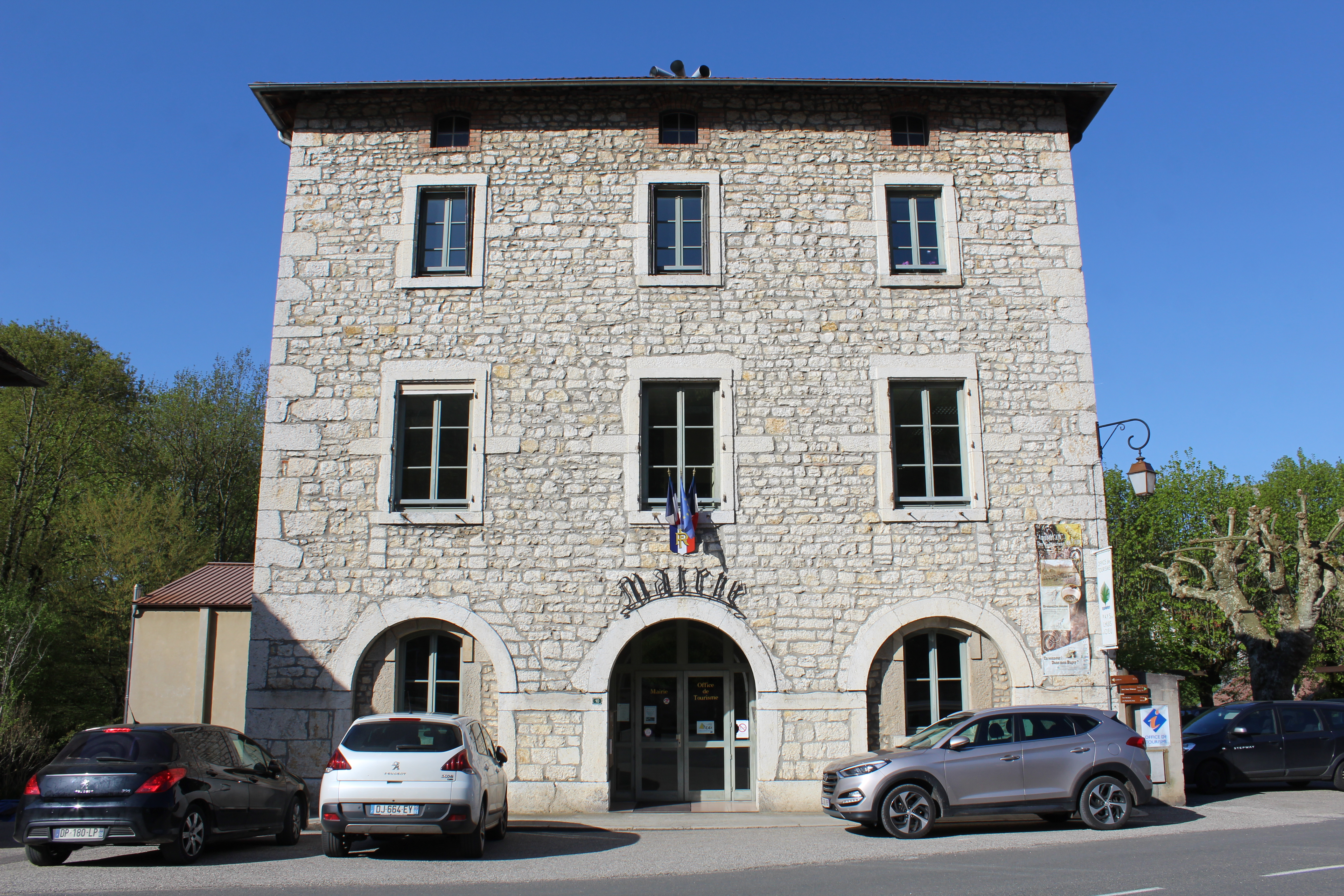
Mairie.

| Période                                  | Période   | Identité       | Étiquette | Qualité                                        |
| ---------------------------------------- | --------- | -------------- | --------- | ---------------------------------------------- |
| 1827                                     | 1847      | Louis Guigard  |           |                                                |
| juin 1995                                | mars 2008 | Gérard Deglise | DVG       |                                                |
| mars 2008                                | mai 2020  | Simon Albert   |           | Retraité salarié du secteur privé              |
| mai 2020                                 | En cours  | Emmanuel Ginet |           | Cadre administratif et commercial d'entreprise |
| Les données manquantes sont à compléter. |           |                |           |                                                |

## Démographie
L'évolution du nombre d'habitants est connue à travers les recensements de la population effectués dans la commune depuis 1793. Pour les communes de moins de 10 000 habitants, une enquête de recensement portant sur toute la population est réalisée tous les cinq ans, les populations de référence des années intermédiaires étant quant à elles estimées par interpolation ou extrapolation. Pour la commune, le premier recensement exhaustif entrant dans le cadre du nouveau dispositif a été réalisé en 2006.
En 2022, la commune comptait 891 habitants, en évolution de +0,11 % par rapport à 2016 (Ain : +5,15 %, France hors Mayotte : +2,11 %).
| 1793  | 1800  | 1806  | 1821  | 1831  | 1836  | 1841  | 1846  | 1851  |
| ----- | ----- | ----- | ----- | ----- | ----- | ----- | ----- | ----- |
| 1 140 | 1 123 | 1 077 | 1 226 | 1 356 | 1 266 | 1 305 | 1 342 | 1 390 |

| 1856  | 1861  | 1866  | 1872  | 1876  | 1881  | 1886  | 1891  | 1896  |
| ----- | ----- | ----- | ----- | ----- | ----- | ----- | ----- | ----- |
| 1 306 | 1 355 | 1 266 | 1 264 | 1 246 | 1 147 | 1 218 | 1 155 | 1 110 |

| 1901  | 1906  | 1911 | 1921 | 1926 | 1931 | 1936 | 1946 | 1954 |
| ----- | ----- | ---- | ---- | ---- | ---- | ---- | ---- | ---- |
| 1 067 | 1 003 | 996  | 876  | 820  | 748  | 758  | 664  | 640  |

| 1962 | 1968 | 1975 | 1982 | 1990 | 1999 | 2006 | 2011 | 2016 |
| ---- | ---- | ---- | ---- | ---- | ---- | ---- | ---- | ---- |
| 570  | 597  | 592  | 640  | 587  | 724  | 805  | 872  | 890  |

| 2021 | 2022 | - | - | - | - | - | - | - |
| ---- | ---- | - | - | - | - | - | - | - |
| 892  | 891  | - | - | - | - | - | - | - |

## Culture et patrimoine

### Lieux et monuments
- Église romane de l'Assomption classée au titre des monuments historiques depuis le 24 novembre 1930[24].
- Ruines du château de Lhuis bâti par les sires de la Tour-du-Pin vers 1200, puis possédé par les dauphins de Viennois et acquis en 1355 par les comtes de Savoie[25].
- Village ancien restauré.

### Sites naturels
- Défilé de Malarage sur le Rhône et sa ZNIEFF de type I[26].

### Personnalités liées à la commune.
- Lieu de naissance d'Anthelme Sevoz ou Sève qui fut le père de Joseph Sève (1788-1860), né lui à Lyon, connu sous le nom de Soliman Pacha qui devint un personnage important sous le règne du vice-roi d'Égypte Méhémet Ali.

### Héraldique
| Blason de Lhuis | Blason  | Gironné d'or et de sable de huit pièces. |
| Blason de Lhuis | Détails |                                          |